# Liste des titres musicaux numéro un au classement radio en France en 2024
Cette page liste les titres musicaux numéro un au classement radio en France pour l'année 2024 selon le Syndicat national de l'édition phonographique (SNEP). Ce classement est établi par Yacast en partenariat avec le SNEP, d'après les diffusions radiophoniques de titres sur un panel de plus d'une centaine de radios françaises (musicales ou généralistes, nationales ou régionales).

## Classement des titres les plus diffusés par semaine
| №  | Date         | Artiste                                                     | Titre                             | Réf.   |
| -- | ------------ | ----------------------------------------------------------- | --------------------------------- | ------ |
| 1  | 5 janvier    | Sia                                                         | Gimme Love (en)                   | [ 1 ]  |
| 2  | 12 janvier   | Dua Lipa                                                    | Houdini                           | [ 2 ]  |
| 3  | 19 janvier   | Dua Lipa                                                    | Houdini                           | [ 3 ]  |
| 4  | 26 janvier   | Dua Lipa                                                    | Houdini                           | [ 4 ]  |
| 5  | 2 février    | Dua Lipa                                                    | Houdini                           | [ 5 ]  |
| 6  | 9 février    | Dua Lipa                                                    | Houdini                           | [ 6 ]  |
| 7  | 16 février   | Dua Lipa                                                    | Houdini                           | [ 7 ]  |
| 8  | 23 février   | Dua Lipa                                                    | Houdini                           | [ 8 ]  |
| 9  | 1er mars     | Dua Lipa                                                    | Houdini                           | [ 9 ]  |
| 10 | 8 mars       | Dua Lipa                                                    | Houdini                           | [ 10 ] |
| 11 | 15 mars      | Dua Lipa                                                    | Houdini                           | [ 11 ] |
| 12 | 22 mars      | Íñigo Quintero                                              | Si No Estás                       | [ 12 ] |
| 13 | 29 mars      | Pierre Garnier                                              | Ceux qu'on était                  | [ 13 ] |
| 14 | 5 avril      | Pierre Garnier                                              | Ceux qu'on était                  | [ 14 ] |
| 15 | 12 avril     | Beyoncé                                                     | Texas Hold 'Em                    | [ 15 ] |
| 16 | 19 avril     | Beyoncé                                                     | Texas Hold 'Em                    | [ 16 ] |
| 17 | 26 avril     | Beyoncé                                                     | Texas Hold 'Em                    | [ 17 ] |
| 18 | 3 mai        | Beyoncé                                                     | Texas Hold 'Em                    | [ 18 ] |
| 19 | 10 mai       | Dua Lipa                                                    | Training Season                   | [ 19 ] |
| 20 | 17 mai       | Dua Lipa                                                    | Training Season                   | [ 20 ] |
| 21 | 24 mai       | Dua Lipa                                                    | Training Season                   | [ 21 ] |
| 22 | 31 mai       | Dua Lipa                                                    | Training Season                   | [ 22 ] |
| 23 | 7 juin       | Dua Lipa                                                    | Training Season                   | [ 23 ] |
| 24 | 14 juin      | Dua Lipa                                                    | Training Season                   | [ 24 ] |
| 25 | 21 juin      | Dua Lipa                                                    | Training Season                   | [ 25 ] |
| 26 | 28 juin      | Dua Lipa                                                    | Training Season                   | [ 26 ] |
| 27 | 5 juillet    | Sabrina Carpenter                                           | Espresso                          | [ 27 ] |
| 28 | 12 juillet   | Sabrina Carpenter                                           | Espresso                          | [ 28 ] |
| 29 | 19 juillet   | Sabrina Carpenter                                           | Espresso                          | [ 29 ] |
| 30 | 26 juillet   | Sabrina Carpenter                                           | Espresso                          | [ 30 ] |
| 31 | 2 août       | Sabrina Carpenter                                           | Espresso                          | [ 31 ] |
| 32 | 9 août       | Sabrina Carpenter                                           | Espresso                          | [ 32 ] |
| 33 | 16 août      | Sabrina Carpenter                                           | Espresso                          | [ 33 ] |
| 34 | 23 août      | Sabrina Carpenter                                           | Espresso                          | [ 34 ] |
| 35 | 30 août      | Sabrina Carpenter                                           | Espresso                          | [ 35 ] |
| 36 | 6 septembre  | Dasha                                                       | Austin                            | [ 36 ] |
| 37 | 13 septembre | Coldplay                                                    | Feelslikeimfallinginlove          | [ 37 ] |
| 38 | 20 septembre | Coldplay                                                    | Feelslikeimfallinginlove          | [ 38 ] |
| 39 | 27 septembre | Karol G                                                     | Si Antes Te Hubiera Conocido (en) | [ 39 ] |
| 40 | 4 octobre    | Karol G                                                     | Si Antes Te Hubiera Conocido (en) | [ 40 ] |
| 41 | 11 octobre   | Karol G                                                     | Si Antes Te Hubiera Conocido (en) | [ 41 ] |
| 42 | 18 octobre   | Karol G                                                     | Si Antes Te Hubiera Conocido (en) | [ 42 ] |
| 43 | 25 octobre   | Karol G                                                     | Si Antes Te Hubiera Conocido (en) | [ 43 ] |
| 44 | 1er novembre | Kavinsky & Angèle & Phoenix                                 | Nightcall                         | [ 44 ] |
| 45 | 8 novembre   | Kavinsky & Angèle & Phoenix                                 | Nightcall                         | [ 45 ] |
| 46 | 15 novembre  | Kavinsky & Angèle & Phoenix                                 | Nightcall                         | [ 46 ] |
| 47 | 22 novembre  | Kavinsky & Angèle & Phoenix                                 | Nightcall                         | [ 47 ] |
| 48 | 29 novembre  | Coldplay featuring Little Simz & Burna Boy & Elyanna & Tini | We Pray (en)                      | [ 48 ] |
| 49 | 6 décembre   | Coldplay featuring Little Simz & Burna Boy & Elyanna & Tini | We Pray (en)                      | [ 49 ] |
| 50 | 13 décembre  | Rosé & Bruno Mars                                           | Apt. (en)                         | [ 50 ] |
| 51 | 20 décembre  | Rosé & Bruno Mars                                           | Apt. (en)                         | [ 51 ] |
| 52 | 27 décembre  | Rosé & Bruno Mars                                           | Apt. (en)                         | [ 52 ] |

## Classement des titres les plus diffusés de l'année
Voici la liste des titres les plus diffusés lors de l'année 2024.
| No | Artiste                            | Titre                              |
| -- | ---------------------------------- | ---------------------------------- |
| 1  | Sabrina Carpenter                  | Espresso                           |
| 2  | Dua Lipa                           | Training Season                    |
| 3  | Benson Boone                       | Beautiful Things (en)              |
| 4  | Teddy Swims                        | Lose Control (en)                  |
| 5  | Joseph Kamel featuring Julien Doré | Beau                               |
| 6  | Dasha                              | Austin                             |
| 7  | Dua Lipa                           | Houdini                            |
| 8  | Íñigo Quintero                     | Si No Estás                        |
| 9  | Beyoncé                            | Texas Hold 'Em                     |
| 10 | Pierre Garnier                     | Ceux qu'on était                   |
| 11 | Dadju & Tayc                       | I Love You                         |
| 12 | Karol G                            | Si Antes Te Hubiera Conocido (en)  |
| 13 | FloyyMenor & Cris MJ               | Gata Only                          |
| 14 | Carbonne                           | Imagine                            |
| 15 | Sia                                | Gimme Love (en)                    |
| 16 | Coldplay                           | Feelslikeimfallinginlove           |
| 17 | Disturbed                          | The Sound of Silence (Cyril Remix) |
| 18 | Måneskin                           | Valentine (en)                     |
| 19 | Gims & Dystinct                    | Spider (en)                        |
| 20 | Don Omar & Lucenzo & Tiësto        | Danza Kuduro (Tiësto Remix)        |

## Chronologie
- Liste des titres musicaux numéro un au classement radio en France en 2023